# Hexapoda
Los hexápodos (Hexapoda, griego "seis patas") son un subfilo de artrópodos, el que más especies agrupa, e incluye a los insectos (1 millón de especies), así como a varios grupos de artrópodos primitivos estrechamente relacionados con éstos, como los proturos, los dipluros y los colémbolos (unas 9 000 especies entre los tres). Su nombre deriva del griego εξα, hexa, "seis", y πόδα, poda, "patas", y hace referencia a la más distintiva de sus características, la presencia de un tórax consolidado con tres pares de patas, una cantidad sensiblemente inferior a la de la mayoría de los artrópodos.

## Características
Los hexápodos tienen una regionalización (tagmosis) característica, en la que el cuerpo aparece dividido en tres regiones (tagmas): cabeza, tórax y abdomen. Especialmente significativa es la distinción de dos partes detrás de la cabeza, de las cuales sólo el tórax, formado por tres segmentos, lleva otros tantos pares de apéndices locomotores.

### Cabeza
Los segmentos que forman la cabeza aparecen sólidamente unidos en una estructura globular rígida denominada cápsula cefálica. En la interpretación más común, pero no la única, se trata de seis segmentos:
1. Segmento I, llamado acron, carece de apéndices. Es al que corresponden los ojos ("segmento ocular") y la primera de las tres secciones del cerebro, el protocerebro. Los segmentos siguientes son portadores de estructuras anatómicas pares.
2. Segmento II. Porta las antenas, aunque faltan en los proturos, por lo que se le llama también segmento antenal. Le corresponde la sección segunda del cerebro, el deutocerebro.
3. Segmento III. Llamado segmento intercalar, carece de apéndices, y le corresponde la tercera sección del cerebro, el tritocerebro.
4. Segmento IV. Segmento mandibular, portador de las mandíbulas.
5. Segmento V. Segmento maxilar, portador de un par de maxilas.
6. Segmento VI. Segmento labial, portador de un labio impar derivado de la fusión de estructuras originalmente pares.

Las antenas son apéndices articulados de función táctil y olfativa, que en los Ellipura están musculadas en cada segmento, de forma que se comportan como en los insectos solo pueden hacerlo las patas. Las mandíbulas característicamente carecen de palpo.
La cabeza se articula muy flexiblemente con el tórax, gracias a la existencia de una conexión cervical (cérvix) membranosa.

### Tórax
El tórax es el tagma locomotriz de los insectos y consiste de tres segmentos, llamados respectivamente protórax, mesotórax y metatórax. Cada uno porta un par de patas locomotoras insertas en posición ventrolateral. Cada pata está formada, empezando por su inserción, por los siguientes artejos: coxa, trocánter, fémur, tibia, tarso y pretarso. No está claro si este último llevaba primitivamente una sola o dos uñas, como es el caso de los insectos. Sí parece que la condición primitiva del pretarso no incluye la articulación pasiva en varias secciones que se observa solo en los insectos. Se discute si había originalmente otros segmentos, así como una rama dorsal. Algunos autores han interpretado históricamente que algunos artejos basales se habrían incorporado como escleritos al tórax en una posición pleural, en cuyo caso la interpretación de las alas de los insectos como derivadas de la rama dorsal de los apéndices torácicos tendría sentido. En el caso de hexápodos alados, en mesotórax y metatórax se encuentran las inserciones de cada par de alas. En el tórax también se encuentran un máximo de dos espiráculos que se encuentran en meso y metatórax.

### Abdomen
En general, el abdomen de un hexápodo está formado por once metámeros, cada metámero posee un esclerito dorsal llamado tergum y un esclerito ventral llamado sternum y una región membranosa lateral llamada pleuron. En la región membranosa se encuentran ubicados generalmente los espiráculos que son aberturas del sistema respiratorio.
El abdomen estaría formado por once segmentos genuinos más un telson, o segmento terminal. El gonoporo se sitúa cerca del extremo posterior del abdomen. No hay patas en el abdomen de los hexápodos, aunque sí apéndices. Los más notables son un par de cercos articulados en el extremo del abdomen. Algunos grupos de insectos presentan breves apéndices sin articulación denominados estilos que se pueden interpretar como homólogos de las patas, y los proturos, así como algunos grupos fósiles, presentan cortos apéndices abdominales articulados que recuerdan a los extremos de las patas torácicas.

## Alimentación
Poseen una gran variedad de dietas alimenticias debido la diversidad de organismos, por lo tanto, los hexápodos poseen diversas estrategias de alimentación y en términos generales se pueden dividir en tres categorías de hábitos alimenticios:  fitófagos, que son aquellos que se alimentan de plantas; zoófagos son aquellos que se alimentan de otros animales, la mayoría de estos se alimentan de otros insectos  se les denomina entomófagos y se clasifican como depredadores, parásitos o parasitoides y por último a los saprófagos que se alimentan de restos vegetales, animales o materia orgánica en estado de descomposición.
Las piezas bucales de los insectos típicamente consisten de un labro, un par de mandíbulas, maxilas, un labio y la hipofaringe. Cada una de estas partes del aparato bucal, sufre modificaciones dependiendo del tipo de insecto y estos aparatos bucales se pueden clasificar en tres grandes grupos:
- Masticadores: Las mandíbulas de este tipo de aparato bucal son fuertemente esclerotizadas. El labro o denominado también labio superior, es un esclerito que se encuentra debajo del clípeo en la parte anterior de la cabeza. Las maxilas son un par de estructuras que se encuentran detrás de las mandíbulas y se conforman de artejos que, empezando de la parte basal, cardo, estipe, palpifer, galea, lacinia y palpo maxilar.  El labio es una estructura simple que envuelve a las dos maxilas. Este se encuentra dividido en dos porciones; una basal denominada postmentón y otra distal llamada prementón. El postmentón se encuentra dividido en submentón y mentón. En el prementón se insertan los palpos labiales y un grupo de lóbulos apicales que constituyen la lígula. Como ejemplo tenemos a los saltamontes, grillos, coleópteros, odonatos, etc.

- Picadores: Las piezas bucales de este tipo de insectos se elongan formando estiletes que son las modificaciones de las mandíbulas y las maxilas  que se encuentran envueltas en el labio inferior modificado en un tubo, dando la impresión de un pico. Las mandíbulas y las maxilas juntas forman dos canales, el canal alimenticio y el canal salival. Este tipo de aparato bucal está diseñado para el consumo de alimentos líquidos, generalmente savia, néctar, sangre de animales o fluidos celulares. Ejemplo de estos animales encontramos a chinches, pulgas, mosquitos, pulgones, escamas, etc.

- Chupadores: El labio está típicamente expandido en la parte distal y forma el labelo. Los nutrientes líquidos son transportados mediante mecanismos capilares a través de diminutos canales del labelo, desde este hasta la boca. Muchos chupadores exudan la saliva en el alimento para licuarlo parcialmente. En los chupadores estrictos faltan las mandíbulas como es el caso de las moscas domésticas y una modificación de las galeas de las maxilas da lugar al aparato bucal de los lepidópteros que solo sirve para succionar fluidos sin necesidad de hacer algún tipo de laceración de tejidos.[7]

## Locomoción

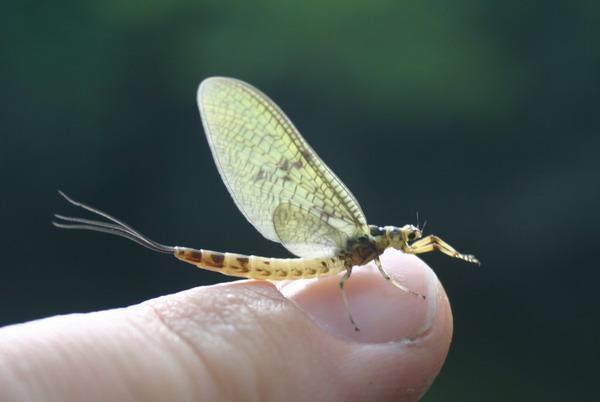
Efemeróptero, Hexápodo

### Locomoción terrestre
El exoesqueleto esclerotizado brinda soporte en la tierra, mientras que los apéndices proporcionan el soporte físico para levantar el cuerpo. La mayor parte de los hexápodos mantienen la estabilidad colocando sus patas en posiciones que suspenden el cuerpo y mantienen el centro de gravedad bajo.
Los movimientos anteroposteriores de los apéndices de los hexápodos y crustáceos suceden entre las coxas y el cuerpo. La potencia ejercida por un apéndice es mayor a velocidades bajas que a velocidades altas, esto debido a que a bajas velocidades las patas están en contacto con el suelo durante mucho tiempo, así incrementan la potencia o fuerza que puede ser ejercida durante la locomoción.
Las formas excavadoras tienen patas cortas, paso lento y vigoroso cuando el animal fuerza su paso a través del suelo o de la madera podrida. Las patas largas reducen la fuerza, pero incrementan las velocidades de carrera, esto debido a que los apéndices son capaces de balancearse mediante un ángulo mayor, es por ello que estos rasgos como apéndices largos y pasos grandes son característicos de hexápodos de carrera rápida.
La interferencia que puede proyectarse por aumento de longitud de apéndices se evita mediante la instalación de los extremos de las patas adyacentes a distintas distancias del cuerpo, por lo que los hexápodos de carrera rápida suelen tener apéndices de longitudes ligeramente diferentes. Por lo general, los hexápodos mueven sus patas en una secuencia trípode alternante.
Los hexápodos, al igual que las arañas, pueden caminar sobre el agua equilibrando la tracción de la gravedad de sus cuerpos ligeros con los principios físicos de ligereza y tensión superficial. Los insectos que caminan sobre el agua no se mojan, ya que el exoesqueleto está cubierto por ceras que repelen las moléculas de agua. La superficie del agua, mantenida tensa por la tensión superficial, se hunde debajo de cada pata y crea una depresión u hoyo, que empuja al animal hacia arriba sosteniéndolo. Esta marcha acuática sucede en muchos grupos de insectos, especialmente en hemípteros, coleópteros y colémbolos.

### Locomoción aérea
El vuelo es uno de los muchos e importantes avances de los hexápodos, siendo estos los primeros animales voladores y los únicos invertebrados en la historia de la tierra que han logrado este beneficio. Los insectos ápteros comprenden tanto a los grupos que secundariamente perdieron las alas (como las pulgas, piojos y ciertos áfidos), como a los taxones primitivos (apterigotos) que se originaron antes de que aparecieran las alas en el proceso evolutivo.
En tres órdenes las alas están reducidas a un par. En los dípteros las alas posteriores están modificadas en órganos del equilibrio (halterios). Los halterios baten con la misma frecuencia que las alas anteriores y funcionan como giróscopos que ayudan a la ejecución y estabilidad del vuelo. En Strepsiptera son las alas anteriores que están reducidas y que funcionan como balancines.
En los escarabajos, las alas anteriores están modificadas a modo de un escudo dorsal protector (élitros).
Las alas de los hexápodos modernos son invaginaciones del tegumento, con finas membranas cuticulares formando las superficies superior e inferior de cada una de ellas. Las venas de las alas contienen hemolinfa circulante, se anastomosan y finalmente desembocan en el interior del cuerpo. La disposición de las venas de las alas proporciona características de diagnosis importantes en todos los niveles taxonómicos. Las áreas de las alas que están encerradas por venas longitudinales se denominan células.
El vuelo se origina por la agitación de las alas para crear vórtices con los que logran levantarse de manera alterna con el movimiento de cada ala. El batido de las alas de los insectos forma la figura de un ocho y también rotan en ciertos momentos cruciales, así en cada ciclo de aleteo se crean fuerzas dinámicas que fluctúan de forma drástica. Por la compleja acción de la orientación del ala, los hexápodos pueden cernerse, volar adelante, hacia atrás, de lado, hacer maniobras sofisticadas y aterrizar en cualquier posición.
Cada ala se articula con el borde del noto (terguito torácico), pero su extremo proximal reposa en un saliente pleural dorsolateral que funciona como un fulcro. La articulación del ala está compuesta en gran medida por resilina, proteína muy elástica que permite movimientos rápidos y sostenidos. Los complejos movimientos de las alas son posibles gracias a la flexibilidad de las mismas y a la acción de diferentes grupos de músculos que van desde la base del ala hasta las paredes internas del segmento torácico. Estos músculos directos del vuelo sirven para elevar y bajar las alas e inclinar su plano en distintos ángulos; excepto en los paleópteros (odonatos y efemerópteros), los músculos indirectos de vuelo no son la principal fuente de potencias para los movimientos de ala, sino dos grupos de músculos indirectos del vuelvo, que no se originan ni insertan en las alas.
Los músculos longitudinales dorsales se disponen entre los apodemas de los extremos anterior y posterior del segmento alar. Cuando estos músculos se contraen, el segmento se acorta, lo que produce un arqueo de la parte dorsal del segmento y un descenso de las alas. Los músculos dorsoventrales, que se extienden desde el noto hasta las articulaciones basales de las patas de cada segmento alar, son antagónicos de los músculos longitudinales.

## Circulación
El sistema circulatorio de los hexápodos está formado por un corazón dorsal tubular que bombea líquido hemocélico (sangre) hacia la cabeza. El corazón se estrecha hacia la parte anterior del cuerpo y forma un vaso o aorta anterior, mediante el cual la sangre entra en las grandes cámaras hemocélicas; a través de ellas, la sangre se dirige hacia parte posterior del cuerpo y regresa al corazón a través de ostiolos pares. En la mayoría de los insectos, el corazón se extiende a través de los primeros nueve segmentos abdominales; el número de ostiolos es variable. Es frecuente que existan órganos bombeadores accesorios, u "órganos pulsátiles", situados en las bases de las alas y de los apéndices especialmente largos, estos órganos cumplen la función de ayudar a la circulación y mantenimiento de la presión sanguínea.
El corazón es un órgano bombeador débil y la circulación de la sangre se debe principalmente a la actividad muscular rutinaria del cuerpo y de los apéndices. Algunos hexápodos utilizan el sistema de presión hidráulica de la hemolinfa en lugar de músculos extensores.
Se han descrito muchos tipos de hemocitos en la hemolinfa de los hexápodos. Ninguno de ellos interviene en el almacenamiento o transporte de oxígeno, aunque parece que las funciones de cicatrización y coagulación son importantes. Los nutrientes, desechos y hormonas pueden ser transportados eficazmente por este sistema, aunque no el oxígeno respiratorio (parte del CO2 se difunde en la sangre).

## Filogenia
Los miriápodos se han considerado tradicionalmente los parientes más cercanos de los hexápodos, sobre la base de la similitud morfológica. Estos fueron entonces considerados subclases de un subfilo llamado Uniramia o Atelocerata. En la primera década del siglo XXI, esto fue refutado, y se encontró que los hexápodos evolucionaron de crustáceos, lo que hace a Crustacea un taxón parafilético.
Los hexápodos no insectos han sido considerados como una sola línea evolutiva, típicamente tratados como clase Entognatha, o como varias líneas con diferentes relaciones con la clase Insecta. En particular, Diplura parece estar más estrechamente relacionado con Insecta que con Collembola (colémbolos) y Protura. También hay alguna evidencia que sugiere que los grupos de hexápodos pueden no compartir un origen común y, en particular, que los colémbolos pertenecen a otra parte del árbol.
Varios análisis moleculares recientes han apoyado la siguiente filogenia:
|  | Collembola |
|  |            |
|  | Protura    |
|  |            |

|  | Diplura |
|  |         |
|  | Insecta |
|  |         |

|  | Collembola |
|  |            |
|  | Protura    |
|  |            |

|  | Diplura |
|  |         |
|  | Insecta |
|  |         |

## Taxonomía
Según Zhang los hexápodos tienen categoría de subfilo e incluyen cuatro clases:
Subfilo Hexapoda Latreille, 1825
- Clase Collembola Lubbock, 1870

- Clase Protura Silvestri, 1907

- Clase Diplura Börner, 1904

- Clase Insecta Linnaeus, 1758